# (1064) Aethusa
Pour les articles homonymes, voir Aethusa.
(1064) Aethusa ou (1064) Æthusa est un astéroïde de la ceinture principale découvert par Karl Wilhelm Reinmuth à Heidelberg le 4 août 1926. Sa désignation provisoire est 1926 PD.
Il tire son nom du genre Aethusa dont fait partie la petite ciguë.

## Orbite
Aethusa a un aphélie de 2,99 UA et un périhélie de 2,11 UA. Il tourne autour du Soleil en 1483 jours. Il a une excentricité de 0,1708 et une inclinaison de 9,44°.

## Caractéristiques
Aethusa mesure 19 km. Son albédo est de 0,3202 et sa magnitude absolue de 10,50.